# ボリンダー＝ムンクテル
ボリンダー＝ムンクテル（AB Bolinder-Munktell 、BM）は、スウェーデンのエシルストゥーナで1932年に機械製造のボリンダー（Bolinder ）とムンクテル（Munktell ）が合併して設立されたトラクターと機械の製造会社である。ボリンダーは1920年代には全世界の80%のシェアを持っていた船舶用エンジンの大メーカーであった。

## 概要

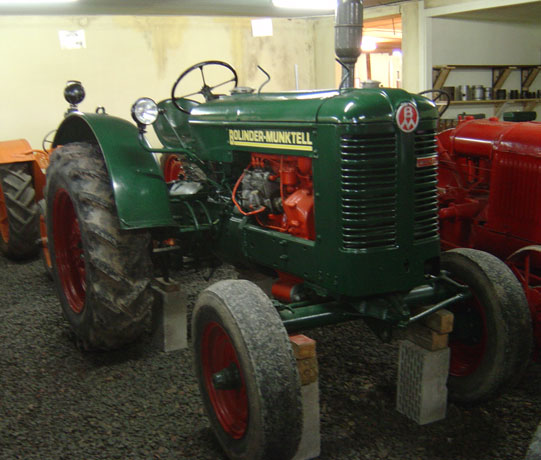
1950年代のボリンダー＝ムンクテル製トラクター、BM 35

ボリンダー＝ムンクテルは1950年にボルボ社の傘下に入り、1973年に社名がボルボBM（Volvo BM AB ）に変更され1995年にはボルボ建設機械（Volvo Construction Equipment ）となった。
ボリンダー＝ムンクテルの製品は時代によって変遷し20世紀の初めまでは脱穀機のような農業機械が製品の重要な地位を占めていた。トラクターの生産は1913年の30-40型から始まり、1970年代まで主要製品であり、その耐久性で比類ない評判を得た。第二次世界大戦中にボリンダー＝ムンクテルはスウェーデン当局の要請によりダイムラー・ベンツ DB 601航空エンジンのライセンス生産を行った。エシルストゥーナの完全地下工場はこのエンジン工場を収容するために建設された。1950年代から新しい建設機械と林業機械の分野の製品が製造されるようになり、当初それらはトラクターのシャーシを基にしていた。間もなく建設機械は主要な製品群となり今日まで続いている。1960年代に開発され現在も生産されているのはホイールローダーと関節式ダンプトラックである。

## 歴史
起源は、1832年エシルストゥーナで設立された機械製造のムンクテル機械工場（Munktells Mekaniska Verkstad ）と1845年ストックホルムで設立された J. & C.G.ボリンダー機械工場（J. & C.G. Bolinders Mekaniska Verkstad ）に遡る。1950年に主要株主であったハンデルス銀行が所有株をボルボに売却したことによりボルボの子会社となった。
- ボルボ建設機械の歴史（Volvo Construction Equipment global history site、（英語））